# Pont-de-Metz
Pour les articles homonymes, voir Pont (toponyme) et Metz (homonymie).
Pont-de-Metz [pɔ̃ də mɛs] est une commune française située dans le département de la Somme, en région Hauts-de-France.

## Géographie

### Localisation
Pont-de-Metz est un village picard de l'Amiénois.
Limitrophe d'Amiens, la commune est située à 6 km au sud-est d'Ailly-sur-Somme, 19 km au sud-ouest de Corbie, 38 km au sud-est d'Abbeville et à 50 km de Beauvais, à vol d'oiseau.
Le territoire de la commune est limitrophe de ceux de cinq communes.Les communes limitrophes sont Saveuse, Amiens, Ferrières, Saleux et Salouël.

### Hydrographie

#### Réseau hydrographique
La commune est située dans le bassin Artois-Picardie. Elle est drainée par la Selle ou Somme et un autre petit cours d'eau.
La Selle, d'une longueur de 39 km, prend sa source dans la commune de Catheux et se jette  dans la Somme canalisée à Amiens, après avoir traversé 16 communes.

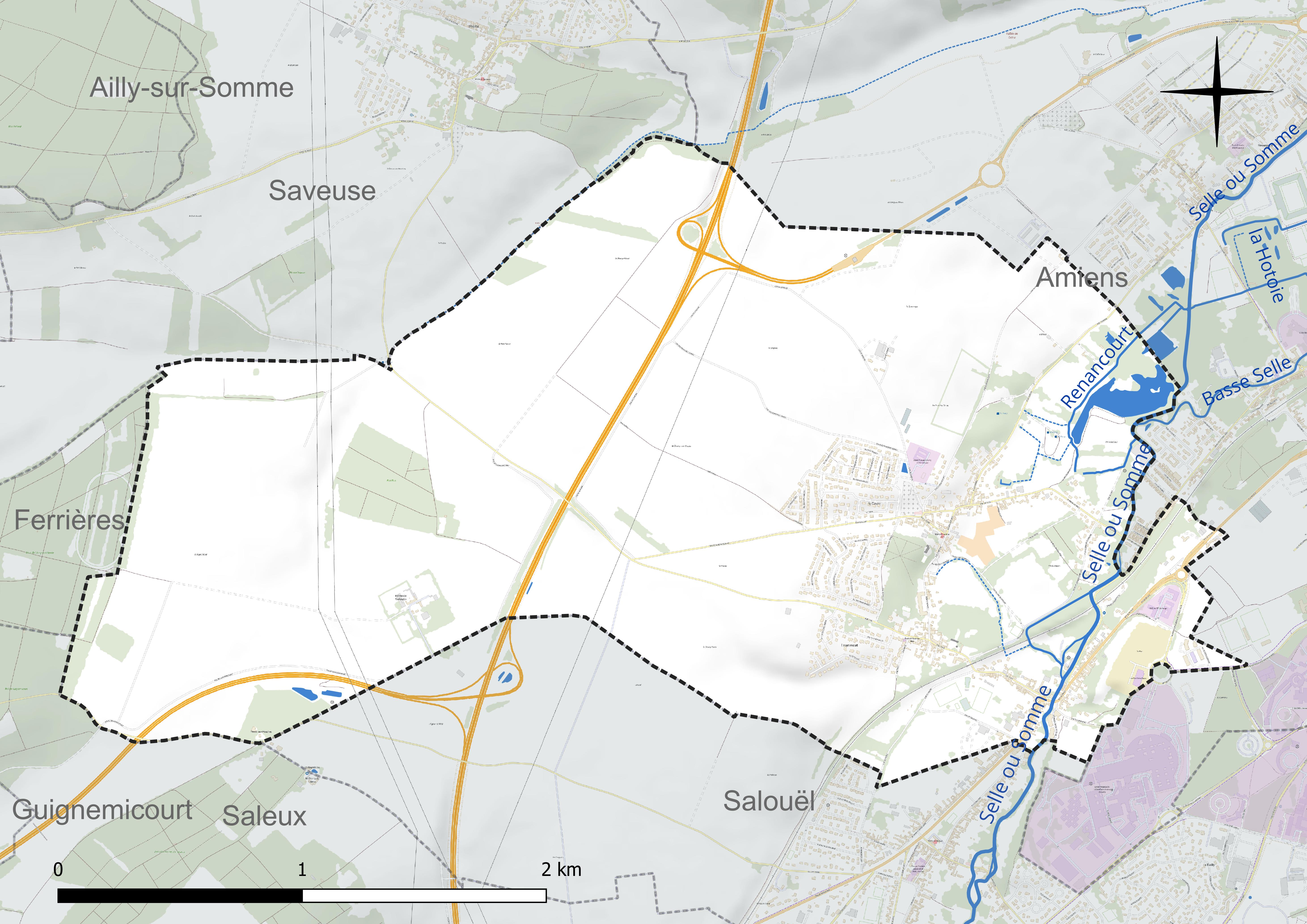
Réseau hydrographique de Pont-de-Metz.

Un plan d'eau complète le réseau hydrographique : l'étang Communal de la ballastière (4,4 ha),.

#### Gestion et qualité des eaux
Le territoire communal est couvert par le schéma d'aménagement et de gestion des eaux (SAGE) « Somme aval et Cours d'eau côtiers ». Ce document de planification concerne un territoire de 1 835 km2 de superficie, délimité par le bassin versant de la Somme canalisée. Le périmètre a été arrêté le 29 avril 2010 et le SAGE proprement dit a été approuvé le 6 août 2019. La structure porteuse de l'élaboration et de la mise en œuvre est le syndicat mixte d'aménagement hydraulique du bassin versant de la Somme (AMEVA).
La qualité des cours d'eau peut être consultée sur un site dédié géré par les agences de l'eau et l'Agence française pour la biodiversité.

### Climat
Pour des articles plus généraux, voir Climat des Hauts-de-France et Climat de la Somme.
En 2010, le climat de la commune est de type climat océanique dégradé des plaines du Centre et du Nord, selon une étude du CNRS s'appuyant sur une série de données couvrant la période 1971-2000. En 2020, Météo-France publie une typologie des climats de la France métropolitaine dans laquelle la commune est exposée à un climat océanique et est dans une zone de transition entre les régions climatiques « Nord-est du bassin Parisien » et « Côtes de la Manche orientale ».
Pour la période 1971-2000, la température annuelle moyenne est de 10,5 °C, avec une amplitude thermique annuelle de 14,2 °C. Le cumul annuel moyen de précipitations est de 679 mm, avec 11,3 jours de précipitations en janvier et 8,6 jours en juillet. Pour la période 1991-2020, la température moyenne annuelle observée sur la station météorologique la plus proche, située sur la commune de Glisy à 11 km à vol d'oiseau, est de 11,1 °C et le cumul annuel moyen de précipitations est de 646,6 mm,. Pour l'avenir, les paramètres climatiques de la commune estimés pour 2050 selon différents scénarios d'émission de gaz à effet de serre sont consultables sur un site dédié publié par Météo-France en novembre 2022.

## Urbanisme

### Typologie
Au 1er janvier 2024, Pont-de-Metz est catégorisée ceinture urbaine, selon la nouvelle grille communale de densité à sept niveaux définie par l'Insee en 2022.
Elle appartient à l'unité urbaine d'Amiens, une agglomération intra-départementale regroupant onze  communes, dont elle est une commune de la banlieue,,. Par ailleurs la commune fait partie de l'aire d'attraction d'Amiens, dont elle est une commune de la couronne,. Cette aire, qui regroupe 369 communes, est catégorisée dans les aires de 200 000 à moins de 700 000 habitants,.

### Occupation des sols
L'occupation des sols de la commune, telle qu'elle ressort de la base de données européenne d'occupation biophysique des sols Corine Land Cover (CLC), est marquée par l'importance des territoires agricoles (84,9 % en 2018), en diminution par rapport à 1990 (88,2 %). La répartition détaillée en 2018 est la suivante : 
terres arables (70,5 %), zones urbanisées (12,4 %), zones agricoles hétérogènes (12,1 %), prairies (2,2 %), zones industrielles ou commerciales et réseaux de communication (1 %), forêts (0,9 %), mines, décharges et chantiers (0,8 %). L'évolution de l'occupation des sols de la commune et de ses infrastructures peut être observée sur les différentes représentations cartographiques du territoire : la carte de Cassini (XVIIIe siècle), la carte d'état-major (1820-1866) et les cartes ou photos aériennes de l'IGN pour la période actuelle (1950 à aujourd'hui).

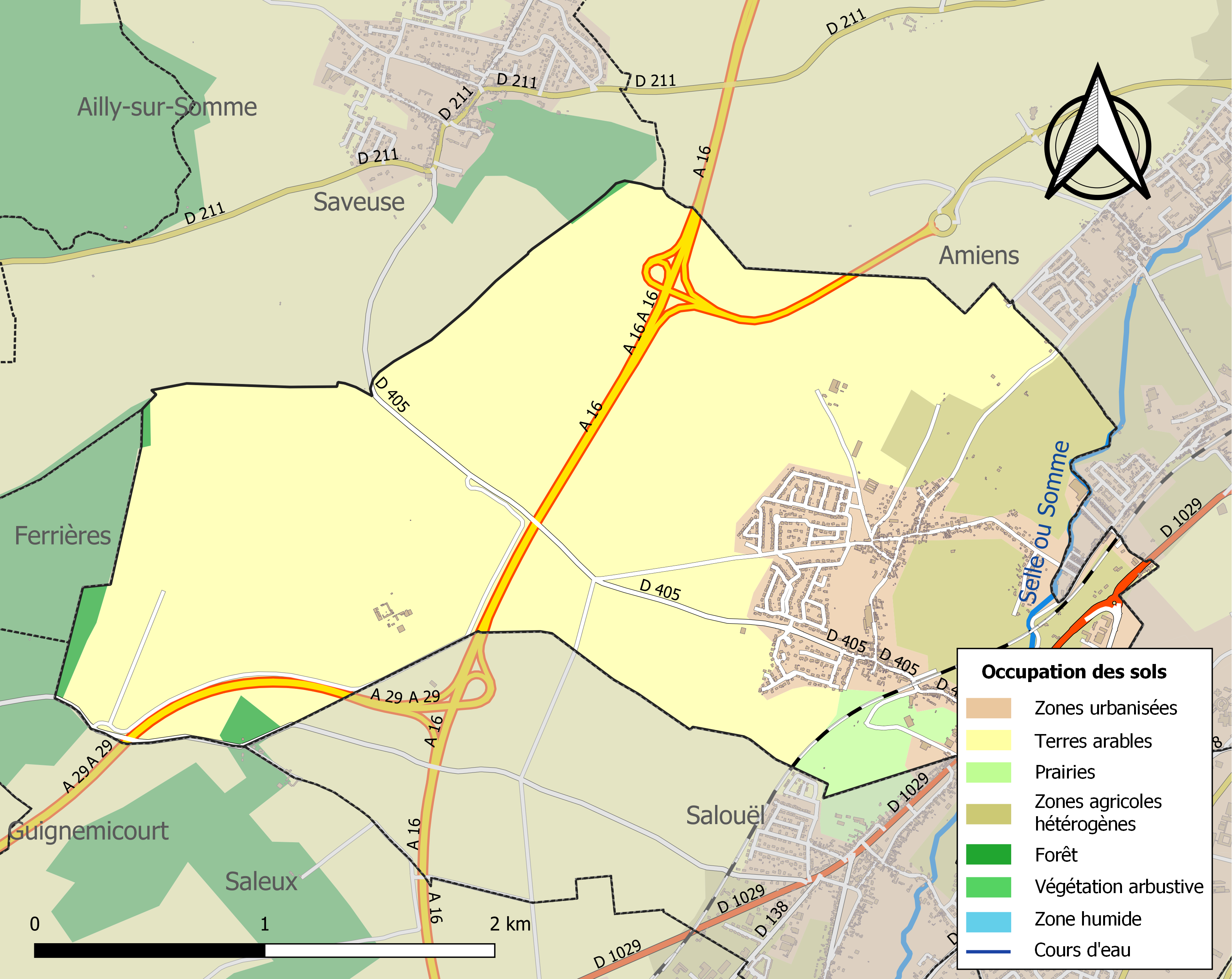
Carte des infrastructures et de l'occupation des sols de la commune en 2018 (CLC).

### Voies de communication et transports
Pont-de-Metz est desservie par la route départementale 1029. Le territoire communal est traversé par l'autoroute A 16. L'autoroute A 29 établit sa jonction avec l'A 16 dans la commune.
En 2025, la commune est desservie par les lignes 7 et T44 du réseau de transport urbain Ametis.

## Toponymie
Le nom de la localité est attesté sous les formes Metium (1236) ; Mez (1144) ; Mes (1165-1177-1183) ; Pons de Metz (1246) ; Pont de Mes (1283) ; Pont de Mez (1384-1447) ; Hamel de Metz (1507) ; Pont de Mer (1579) ; Metz (1753) ; Pontdemets (1757) ; Pont de Metz (1764) ; Ponts de Mets (1764).
Jusqu'au XIIe siècle, le nom du village s'écrit Mez ou Mes, mot venant du latin mansus. À la fin du Ve siècle, une propriété rurale s'appelait mansus.  La transformation du mot mansus a donné mas en langue d'oc et mes en langue d'oïl. Toponyme issu de l'oïl pont et mes « maison de campagne , ferme ».

« Pont-de-Metz » tire son nom d'un pont enjambant la rivière Selle, près d'un lieu habité.

## Histoire

### Préhistoire
En 2006, lors de la construction de logements, des fouilles ont permis de découvrir des sites mésolithiques sur des positions d'anciennes berges de la Somme et de la Selle.

### Antiquité
Des voies romaines ont traversé le territoire communal.

### Moyen Âge
Les familles de Bery, de Saint Souplis, de Belloy, de Berthe et de Cléri ont possédé la seigneurie.
En 1415, Henri V, roi d'Angleterre, campe au Pont de Metz. Ses troupes pillent notamment les vignes.

### Temps modernes
En 1793, après l'abolition des privilèges, les deux seigneuries sont réunies pour former la commune actuelle.
Au XIXe siècle, des brasseries de cidre, poiré, bière, de petits ateliers de textile, des ciriers apiculteurs et une fabrique de bougies et de cierges (une trentaine d'ouvriers en 1880) constituaient l'activité principale communale.

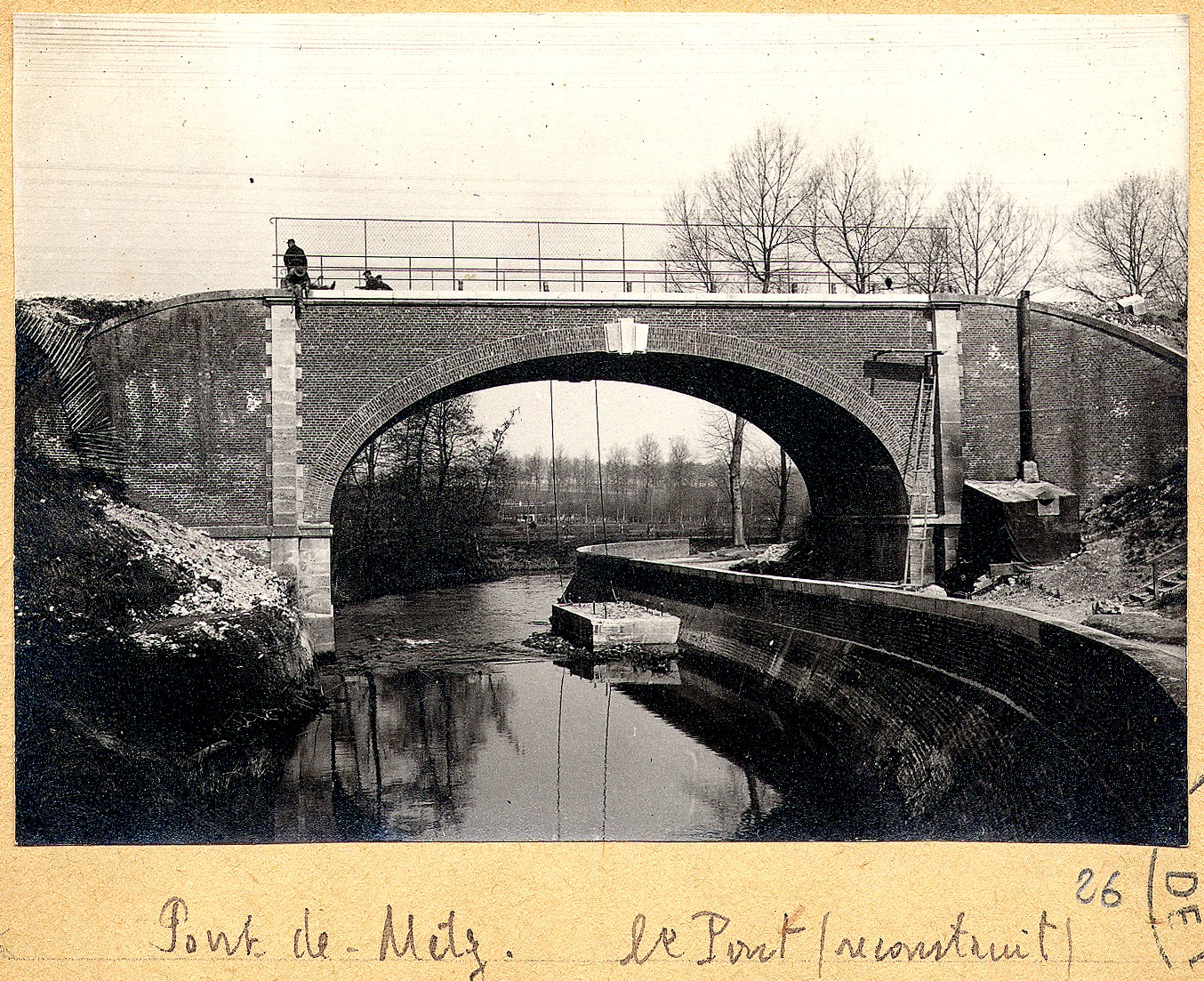
Le pont reconstruit.

## Politique et administration

### Liste des maires
| Période                                  | Période                   | Identité              | Étiquette | Qualité                                           |
| ---------------------------------------- | ------------------------- | --------------------- | --------- | ------------------------------------------------- |
| Les données manquantes sont à compléter. |                           |                       |           |                                                   |
| juin 1995                                | mars 2014                 | Gérard Alarcon-Garcia | PS        |                                                   |
| mars 2014                                | En cours (au 3 juin 2020) | Loïc Bulant           | SE        | Technicien qualité Réélu pour le mandat 2020-2026 |

## Population et société

### Démographie
L'évolution du nombre d'habitants est connue à travers les recensements de la population effectués dans la commune depuis 1793. Pour les communes de moins de 10 000 habitants, une enquête de recensement portant sur toute la population est réalisée tous les cinq ans, les populations de référence des années intermédiaires étant quant à elles estimées par interpolation ou extrapolation. Pour la commune, le premier recensement exhaustif entrant dans le cadre du nouveau dispositif a été réalisé en 2005.

En 2022, la commune comptait 2 440 habitants, en évolution de +1,71 % par rapport à 2016 (Somme : −1,26 %, France hors Mayotte : +2,11 %).
| 1793 | 1800 | 1806 | 1821 | 1831 | 1836 | 1841 | 1846 | 1851 |
| ---- | ---- | ---- | ---- | ---- | ---- | ---- | ---- | ---- |
| 540  | 585  | 627  | 674  | 764  | 782  | 770  | 740  | 744  |

| 1856 | 1861 | 1866 | 1872 | 1876 | 1881 | 1886 | 1891  | 1896  |
| ---- | ---- | ---- | ---- | ---- | ---- | ---- | ----- | ----- |
| 721  | 780  | 933  | 838  | 787  | 885  | 997  | 1 008 | 1 146 |

| 1901 | 1906  | 1911  | 1921  | 1926  | 1931  | 1936 | 1946  | 1954  |
| ---- | ----- | ----- | ----- | ----- | ----- | ---- | ----- | ----- |
| 947  | 1 068 | 1 104 | 1 162 | 1 148 | 1 096 | 996  | 1 009 | 1 057 |

| 1962  | 1968  | 1975  | 1982  | 1990  | 1999  | 2005  | 2006  | 2010  |
| ----- | ----- | ----- | ----- | ----- | ----- | ----- | ----- | ----- |
| 1 016 | 1 064 | 1 028 | 1 231 | 1 494 | 1 656 | 1 827 | 1 818 | 2 195 |

| 2015  | 2020  | 2022  | - | - | - | - | - | - |
| ----- | ----- | ----- | - | - | - | - | - | - |
| 2 382 | 2 375 | 2 440 | - | - | - | - | - | - |

### Enseignement
De la maternelle à la fin du primaire, l'école Pierre-et-Marie-Curie accueille les enfants de Pont-de-Metz.

## Culture locale et patrimoine

### Lieux et monuments

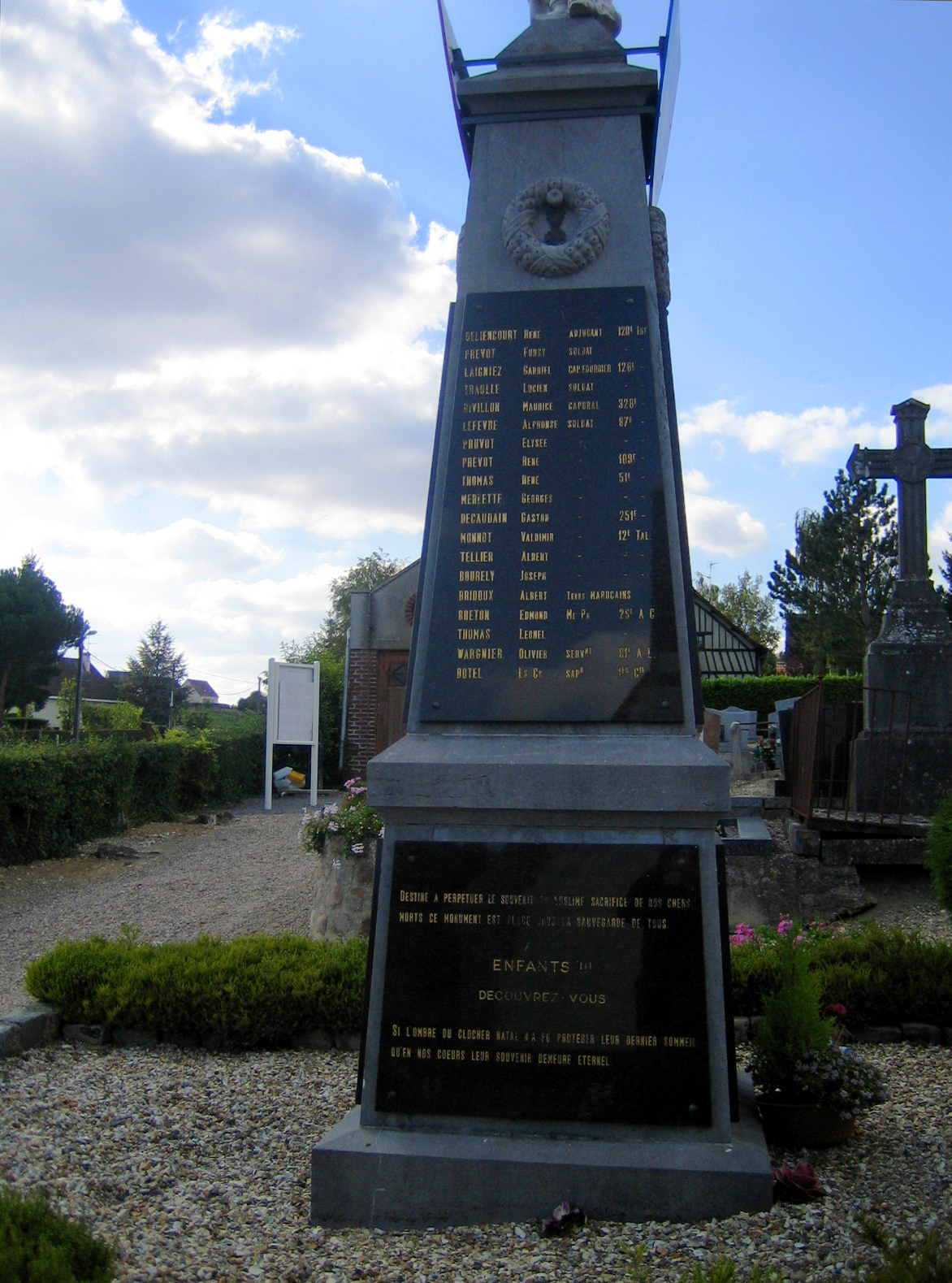
Face est du monument aux morts, donnant sur le portail de l'église.

- L'église Saint-Cyr-et-Sainte-Julitte de Pont-de-Metz, à campenard, récemment restaurée (vraisemblablement vers les années 2000).

L'édifice, bâti en surplomb de chemins se croisant à l'est et au sud, domine l'assez large vallée de la Selle à laquelle elle présente son chevet. À l'intérieur, les fonts baptismaux ne se trouvent plus à l'entrée, sous le clocher, comme le veut la tradition. Ils furent déplacés pour être avancés près du chœur lors du programme de restauration. Plusieurs mentions de donateurs de la paroisse de la fin du XIXe siècle sont visibles : une plaque de métal en forme de blason concerne la donation et la bénédiction des stations du chemin de croix (15 août 1895), et le bas de plusieurs vitraux.
L'église Saint-Cyr-et-Sainte-Julitte doit son nom à saint Cyr et à sa mère sainte Julitte, deux martyrs chrétiens du IVe siècle. Une statue du saint se trouve dans une niche extérieure, au-dessus du porche de l'église.
- Château du XIXe siècle qui a remplacé celui du XVe siècle.
- Le Manoir, propriété de la famille Lesieurre de Croissy du XVIIe siècle au milieu du XIXe siècle. L'une des descendantes, héritière du bien, épousa en 1798, Jacques-Antoine  Fournier de Saint Amand. La façade du corps principal du logis édifié en 1616 par Alexandre Lesieurre a été modifiée en 1880. Le pigeonnier du manoir, colombier féodal édifié en 1616, a conservé son échelle tournante[23].
- Monument aux morts : dressé à l'entrée (à l'intérieur) du cimetière, dans la montée, il fait face à l'église.

### Héraldique
| Blason de Pont-de-Metz | Blason  | De gueules au pont à trois arches d'or crénelé et maçonné de sable, posé sur une rivière d'azur. |
| Blason de Pont-de-Metz | Détails | Le statut officiel du blason reste à déterminer.                                                 |